# Romfs
romfs（ROM filesystem）是一个缺乏许多功能的极为简单的文件系统，用途是将重要的文件存入EEPROM。在Linux和其他一些类Unix系统上可以使用该文件系统。
该文件系统非常适合用作初始化ROM内核驻留模块，具有体积小、可靠性好、读取速度快等优点，可以在需要时才加载。
该文件系统布局的描述可以在LXR上找到 -- romfs.txt。
Bo Brantén为Windows NT/2000/XP操作系统创建了一个RomFS文件系统的驱动程序（页面存档备份，存于）。
Nikolay Aleksandrov编写了名为romfser的RomFS映像提取和操作工具。这主要针对BSD系列操作系统，它们缺乏对RomFS的支持。